# Еврейское имя
Евре́йское и́мя — имя, берущее начало в еврейских источниках и/или еврейских языках (иврите, талмудическом арамейском языке, идише и др.). Основная масса еврейских по происхождению имён основывается на талмудическом, христианском или исламском толковании Библии, хотя у самих евреев встречаются имена небиблейского происхождения. Такими именами в основном пользуются люди, проживающие в Израиле и христианских странах, однако некоторые из них также прижились и в исламском мире, особенно в том случае, когда еврейское имя упоминается в Коране.

## Традиционное именование виудаизме

### Руф номэн
Руф номэн (идиш), или шем кодеш (иврит) — имя, дающееся мужчине, как правило, при обрезании, с которым вызывают в синагоге к чтению Торы, поминают в поминальной молитве кадиш и других ритуальных церемониях. В качестве руф номэн, в основном, даются имена, упомянутые в еврейской Библии Танах или в Талмуде.
Имеет форму Имя бен (сын) Имя отца: напр., Ицхак бен Авраам.

### Некоторые правила именования в еврейской традиции
- Руф номэн использовалось в основном в культовых церемониях, а в быту евреев часто называли по имени матери, по профессии, по городу рождения и др.
- В еврейской традиции принято называть детей в честь старших родственников, и многие имена передаются веками внутри одного рода. Например, среди носителей фамилий Гурвич, Гуревич и т. п. распространено имя Леви и т. д. Такая практика связана с представлениями о Книге жизни, куда Бог вписывает всех людей.
- По ашкеназской традиции не принято называть детей в честь живых родственников, а лишь усопших, поэтому, например, форма Моисей Моисеевич у евреев могла быть лишь в том случае, когда отец умер до рождения ребёнка, да и то это было не принято. В традиции сефардов как раз наоборот — принято именование в честь живых родственников. Они верят, что вместе с именем известного и заслуженного члена рода младенцу передаются его качества, и надеются на его покровительство.
- Вышеназванная традиция не абсолютна, и среди хасидов принято давать имена в честь святых, раввинов, цадиков и их жён: Менахем-Мендл, Хая-Мушка, Дов-Бер в Хабаде; Иче-Меер (Ицхок-Меер) у гурских хасидов (одно из наиболее распространённых еврейских имен в Польше до Второй мировой войны).
- Кроме руф номэн у ашкеназов и сефардов было издавна принято давать дополнительное светское имя. В одних случаях оно давалось по созвучию (напр. Мойше — Моисей, Хаим — Ефим, Шмуэль — Стенли, Хаим — Ховард и т. д.), в других — по смыслу: Арье-Лейб («лев» на иврите и на идише), Цви-Хирш («олень» на иврите и идише) или по более сложным аналогиям, например, из библейского благословения Яакова (Йуда-Лейб — Йуда, как лев, Биньямин-Зэев — Биньямин, как волк, Нафтали-Герц и др.). В последнее время всё большее влияние оказывает мода или прихоть родителей.
- Значительная группа еврейских имен была заимствована в Средневековье из романских языков — Хаим-Виталь («жизнь» на иврите и латыни), Вита-Хая («живая» на тех же языках), Шпринца — от исп. esperanza «надежда»; Ента — от итал. gentile «нежная», «милая», «приятная»; Тульча — от итал. dolce «сладкая» или исп. dulce с тем же значением и др. — или из греческого: Калман — от Калонимос («доброе имя»).
- С раннего Средневековья у евреев бытовали женские славянские имена — Злата, Добра, Чарна/Черна и др. Как правило, женские имена больше заимствовались евреями из-за того, что женщин не вызывали к Торе и им не требовалось строго библейского имени.
- Небольшая группа «календарных» имен в честь праздников: напр. Песах, Песя или Нисан (название месяца).
- Имя Хаим («жизнь», жен. Хая, у сефардов Хай) давалось в магических целях тяжело больным с целью обмануть Ангела смерти. В сефардских общинах также использовали кальку на ладино Виталь (жен. Вита) и даже болг. Живко.

### Ивритские имена
- С возникновением сионизма появились тенденции давать необычные библейские имена, не принятые у религиозных евреев: Нимрод (дикий охотник, враждебный Богу), Рехав’ам (царь-отступник в Библии) и др.
- Также даются языческие семитские имена: напр. Анат (языческая богиня)
- Также изобретались новые имена: Илан (дерево), Оз (сила), Нирит или Ора (жен. светоч) и т. д.
- Переводились имена с идиша и ладино — Яфа от Шэйна (красивая), Тиква от Эсперанца, а возможно, от русского Надежда и т. п.

### Кинуй
Жизнь в окружении неевреев привела к возникновению светских имён (кинуй), которые использовались параллельно с религиозными. Среди ашкеназов кинуй нередко был двойным — наряду с религиозным именем использовался его светский аналог на идиш, а также аналог для неевреев (Цви — Гирш — Григорий).

## Фамилия
- Еврейские фамилии (профессии)